# Collegio di Hornsey and Friern Barnet
Hornsey and Friern Barnet è un collegio elettorale inglese situato nella Grande Londra, e rappresentato alla Camera dei Comuni del Parlamento del Regno Unito. Elegge un membro del Parlamento con il sistema first-past-the-post, ossia maggioritario a turno unico; l'attuale parlamentare è Catherine West del Partito Laburista, che rappresenta il collegio dal 2024.

## Estensione
Il collegio comprende i seguenti ward elettorali:
- Friern Barnet nel borgo londinese di Barnet;
- Alexandra Park, Crouch End, Fortis Green, Harringay, Hornsey, Muswell Hill e Stroud Green nel borgo londinese di Haringey.

## Membri del Parlamento
| Elezione | Elezione | Deputato       | Partito   |
| -------- | -------- | -------------- | --------- |
|          | 2024     | Catherine West | Laburista |

## Elezioni

### Elezioni negli anni 2020
| Partito                    | Partito                                      | Candidato                  | Risultati 4 luglio 2024 | Risultati 4 luglio 2024 |
| Partito                    | Partito                                      | Candidato                  | Voti                    | %                       |
| -------------------------- | -------------------------------------------- | -------------------------- | ----------------------- | ----------------------- |
|                            | Laburista                                    | Catherine West             | 28 535                  | 58,66                   |
|                            | Verdi                                        | Fabio Vollono              | 7 060                   | 14,51                   |
|                            | Lib Dem                                      | Dawn Barnes                | 6 099                   | 12,54                   |
|                            | Conservatore                                 | Naz Panju                  | 4 011                   | 8,25                    |
|                            | Reform UK                                    | Navdeep Singh              | 1 989                   | 4,09                    |
|                            | Workers                                      | Dino Philippos             | 766                     | 1,57                    |
|                            | Popoli Cristiani                             | Helen Spiby-Vann           | 182                     | 0,37                    |
|                            |                                              |                            |                         |                         |
| Iscritti                   | Iscritti                                     | Iscritti                   | 69 885                  | 100,00                  |
| ↳ Votanti (% su iscritti)  | ↳ Votanti (% su iscritti)                    | ↳ Votanti (% su iscritti)  | 48 929                  | 70,01                   |
| ↳ Astenuti (% su iscritti) | ↳ Astenuti (% su iscritti)                   | ↳ Astenuti (% su iscritti) | 20 956                  | 29,99                   |
|                            |                                              |                            |                         |                         |
|                            | Esito: collegio a Laburista (nuovo collegio) |                            |                         |                         |